# Irmgard Möller
Irmgard Möller, född 13 maj 1947 i Bielefeld, var en medlem av Röda armé-fraktionen (RAF). 

## Biografi
Möller studerade germanistik och gick med i studentrörelsen 1968. Hon blev medlem av Röda armé-fraktionen 1971 och deltog i gruppens aktioner i Stuttgart. Den 9 juli året därpå greps Möller tillsammans med Klaus Jünschke i Offenbach am Main. År 1976 dömdes Möller till fyra och ett halvt års fängelse för medlemskap i en brottslig organisation, det vill säga RAF.
Möller överlevde den så kallade Dödsnatten i Stammheimfängelset den 18 oktober 1977, då hennes medinterner Andreas Baader, Gudrun Ensslin och Jan-Carl Raspe enligt officiella rapporter begick självmord. Denna händelse satte punkt för terrorvågen över Västtyskland hösten 1977. Möller hade svåra sticksår i bröstet när fängelsepersonal upptäckte henne. Hon överlevde, trots fyra sticksår i bröstet.
År 1979 dömdes Möller till livstids fängelse för mord i tre fall och två bombdåd. Hon frigavs av hälsoskäl 1994. Hon hade då suttit frihetsberövad i drygt 22 år. Möller bedyrar att hon under Dödsnatten utsattes för mordförsök, och att Baader, Ensslin och Raspe mördades med de västtyska myndigheternas goda minne.